# Востре
Во́стре (рос. Вострое) — присілок у складі Нюксенського району Вологодської області, Росія. Адміністративний центр Востровського сільського поселення.

## Населення
Населення — 218 осіб (2010; 223 у 2002).
Національний склад (станом на 2002 рік):
- росіяни — 99 %